# ذخیره‌گاه امبوهیجاناری
ذخیره‌گاه امبوهیجاناری (به لاتین: Ambohijanahary Reserve) یک ذخیره‌گاه طبیعی در ماداگاسکار است.